# Stadio Antonio Tamborino Frisari
Lo stadio Antonio Tamborino Frisàri è un impianto sportivo situato a Maglie (LE), che ospita gli incontri interni della ASD Antonio Toma Maglie.
È uno dei più importanti impianti calcistici della provincia, ed è il quinto più capiente con i suoi 2 550 posti, dopo gli stadi di Lecce, Casarano, Nardò e Gallipoli.

## Storia

### Primo impianto
Il vecchio stadio, intitolato al figlio del senatore Vincenzo Tamborino, sorgeva su un terreno donato dal parlamentare al comune di Maglie nel 1934 ed era composto da due curve (nord e sud) e due gradinate (est e ovest), che garantivano una capienza di circa 10.000 spettatori. L'impianto era sprovvisto di pista d'atletica e al centro della gradinata est era presente una torre, oggi andata persa, molto simile a quella che è possibile osservare nello stadio Dall'Ara di Bologna.
Negli anni cinquanta la struttura fece da cornice ad una pagina importante della Toma Maglie: la vittoria del campionato di Serie C girone D 1951-1952 e i successivi spareggi con il Cagliari, il Piacenza e il Vigevano per l'ammissione al campionato di Serie B.
Nel periodo d'oro l'impianto registrò più volte il tutto esaurito, come accadde il 30 marzo 1952 nel derby con l'Arsenaltaranto o il 1º giugno 1952 contro il Cagliari in una gara valevole per la fase finale per la qualificazione in Serie B.

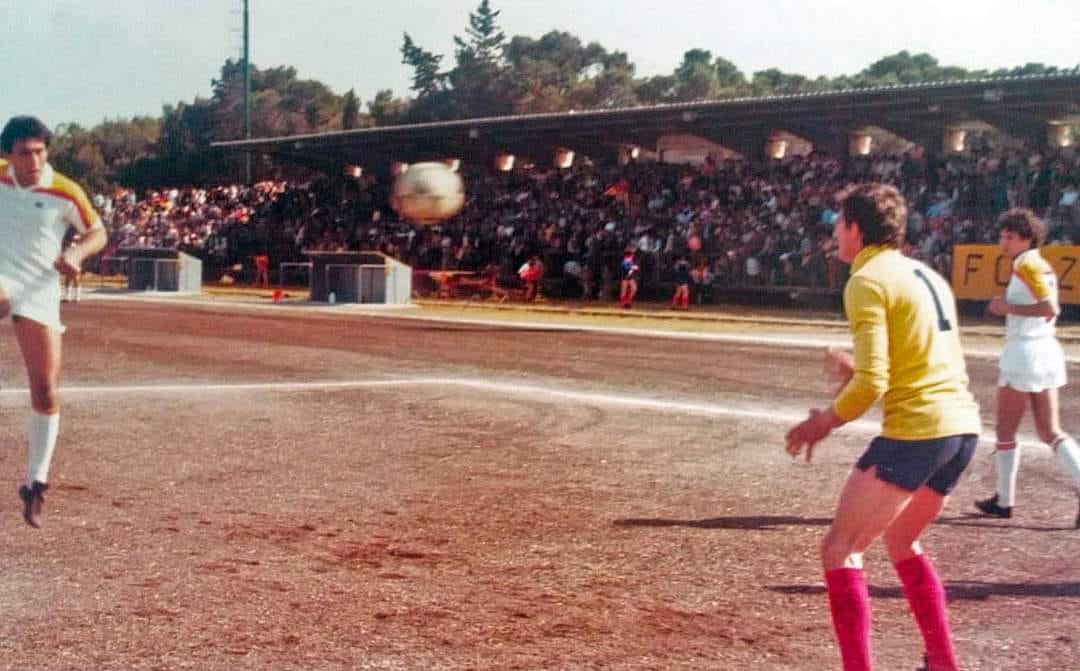
La tribuna ovest del Tamborino Frisari nel 1979.

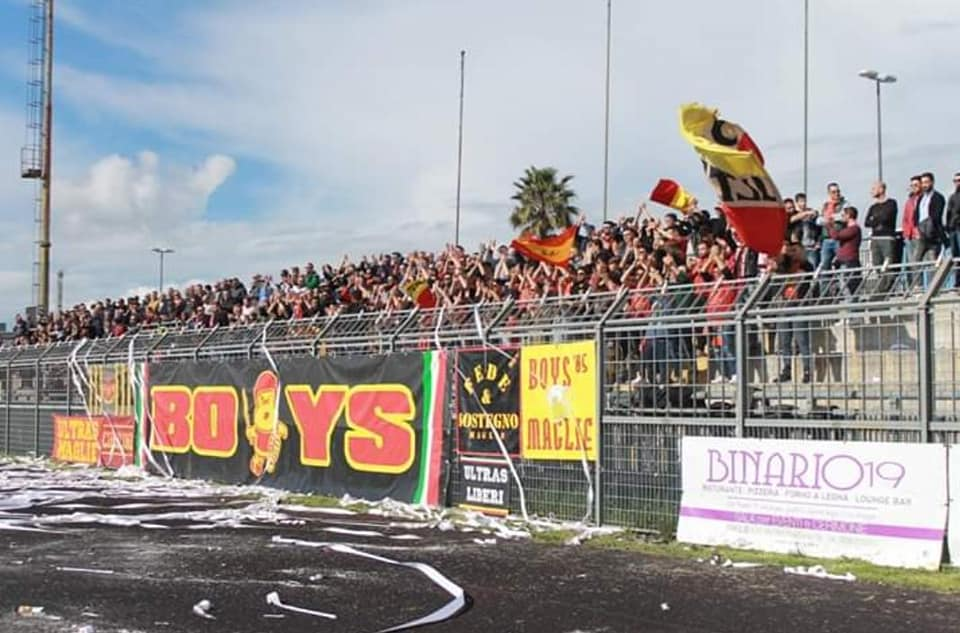
Gradinata est del Tamborino Frisari durante Maglie-Novoli del 15 aprile 2019.

### Ristrutturazione
Nel 1969 l'impianto fu quasi totalmente demolito: vennero ricostruite le tribune e abbattute entrambe le curve, oltre alla torre centrale presente in gradinata est. Lo stadio, inoltre, fu dotato di pista d'atletica e di un impianto di illuminazione.
La tribuna ovest venne dotata di una copertura in metallo e di una saletta stampa, dalla quale le partite della Toma Maglie iniziarono ad essere trasmesse in diretta radiofonica e televisiva dalle emittenti locali.
Dopo la ristrutturazione, la capienza del Tamborino si ridusse a circa 6.000 posti. 
Anche in questo periodo l'impianto raggiunse più volte il tutto esaurito, come successo in un derby contro il Nardò di fine anni settanta dove furono registrate quasi 8.000 presenze sugli spalti.

### Anni duemila
Nel 2007 fu sottoposto a lavori di riqualificazione che riguardarono la sistemazione delle tribune e degli ambienti interni, mentre la gradinata est venne ricostruita e ridotta. Con la ricostruzione della gradinata est e la successiva numerazione dei posti, la capienza dello stadio scese a 2.550 posti.
Nel 2020 il Tamborino Frisari diviene nuovamente oggetto di lavori di ristrutturazione per rispettare le nuove normative in materia di sicurezza. Viene dotato di spogliatoi confortevoli, nuovi impianti idrici, termici e di condizionamento, sistemi antincendio e un nuovo impianto audio/sonoro. Le quattro torri faro vengono rimosse e la copertura della Tribuna Ovest smantellata, poiché considerate obsolete oltre che un rischio per la pubblica incolumità.
Nell'estate dello stesso anno la gradinata est e la tribuna ovest vengono intitolate rispettivamente alla memoria di Marco Tunno (fondatore dei Boys Maglie e punto di riferimento per la tifoseria giallorossa, scomparso prematuramente nel marzo 2020) e Giorgio Anastasia (Presidente della Toma Maglie negli anni '70 e '80).

### Seconda ristrutturazione
A causa degli elevati costi di manutenzione del terreno di gioco in erba naturale e l'assenza in città di un altro impianto idoneo all'allenamento della compagine giallorossa, nel 2023 viene indetto un bando di gara per dotare il "Tamborino Frisari" di un manto in erba sintetica di ultima generazione. I lavori, con un costo di € 458.274, terminano nell'agosto 2024 con un ritardo di circa 6 mesi rispetto a quanto preventivato.
Le dimensioni del terreno di gioco, ora ricoperto da un manto sintetico di ultima generazione, vengono lievemente ridotte da 105x65 m a 100x60 m. Le torri faro precedentemente rimosse sono sostituite dalle nuove torri con fari a LED, mentre l'area circostante al terreno di gioco viene coperta con un manto sintetico di colore blu che nasconde il nuovo impianto di irrigazione.
In attesa dell'installazione di barriere in vetro anti-sfondamento, inoltre, viene rimossa la barriera in acciaio che separava il settore ospiti dal settore riservato ai tifosi locali in tribuna ovest, poiché poco sicura e non omologata.

## Settori

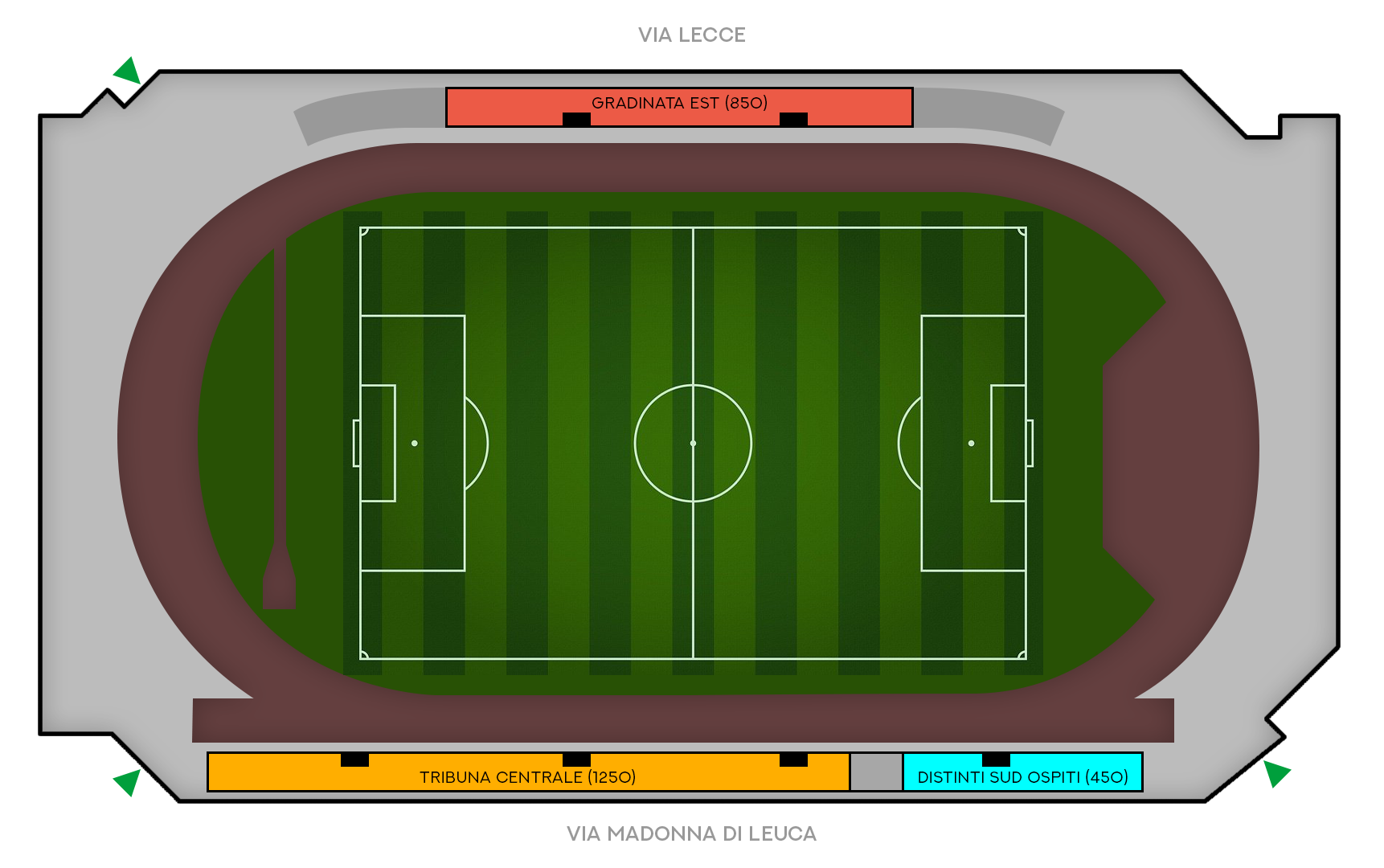
La mappa dei settori dello stadio Tamborino Frisari. In grigio scuro i distinti nord-est e sud-est abbattuti durante la ristrutturazione del 2007.

Attualmente, dopo l'installazione di un divisorio nella tribuna ovest nel 2018, lo stadio è composto da tre settori:
- La tribuna centrale, con una capienza di 1250 spettatori, dotata di saletta stampa/tv;
- La gradinata est, con una capienza di 850 spettatori, dove risiede il tifo organizzato;
- La tribuna sud, con una capienza di 450 spettatori, che funge da settore ospiti.

L'impianto dispone di una pista d'atletica, un sistema di illuminazione a LED e un ampio parcheggio libero alle spalle della tribuna centrale.

## Eventi
Lo stadio ha ospitato squadre di Serie A e di Serie B. Di seguito alcuni dei principali eventi:
- Il 4 settembre 1949 la formazione del Bari di Sarosi disputò una partita precampionato che si concluse con la vittoria della compagine barese grazie a un gol di Sentimenti V.[7]
- Il 24 gennaio 1954, in seguito alla sospensione del campionato per l'impegno della Nazionale, si disputò un incontro amichevole[8] con la Lazio di Mario Sperone.
- Il 31 gennaio 1971 la formazione del Bari di Lauro Toneatto disputò, a distanza di vent'anni dall'ultimo derby con la squadra magliese, una partita amichevole.[9]
- Il 6 settembre 1974 fu ospitato il Taranto di Guido Mazzetti.[10]
- Il 25 agosto 1993 lo stadio ospita il Lecce di Nedo Sonetti.
- Nel giugno del 2007 si disputarono alcune partite della fase finale del Campionato Nazionale Allievi Professionisti. Vi parteciparono: Genova, Brescia, Chievo Verona, Sorrento ed Empoli.[11].
- Il 18 agosto 2011 fu ospitato il Lecce di Di Francesco nella sua prima uscita stagionale nel Salento.

Il 30 maggio 2013 lo stadio ha ospitato la seconda tappa della fase finale provinciale dei Giochi della Gioventù.

## Come arrivare
L'impianto si trova nella periferia nord della città ed è facilmente raggiungibile, trovandosi in prossimità del primo svincolo per Maglie della Strada Statale 16 Adriatica Lecce-Maglie.